# Man-Hee Lee

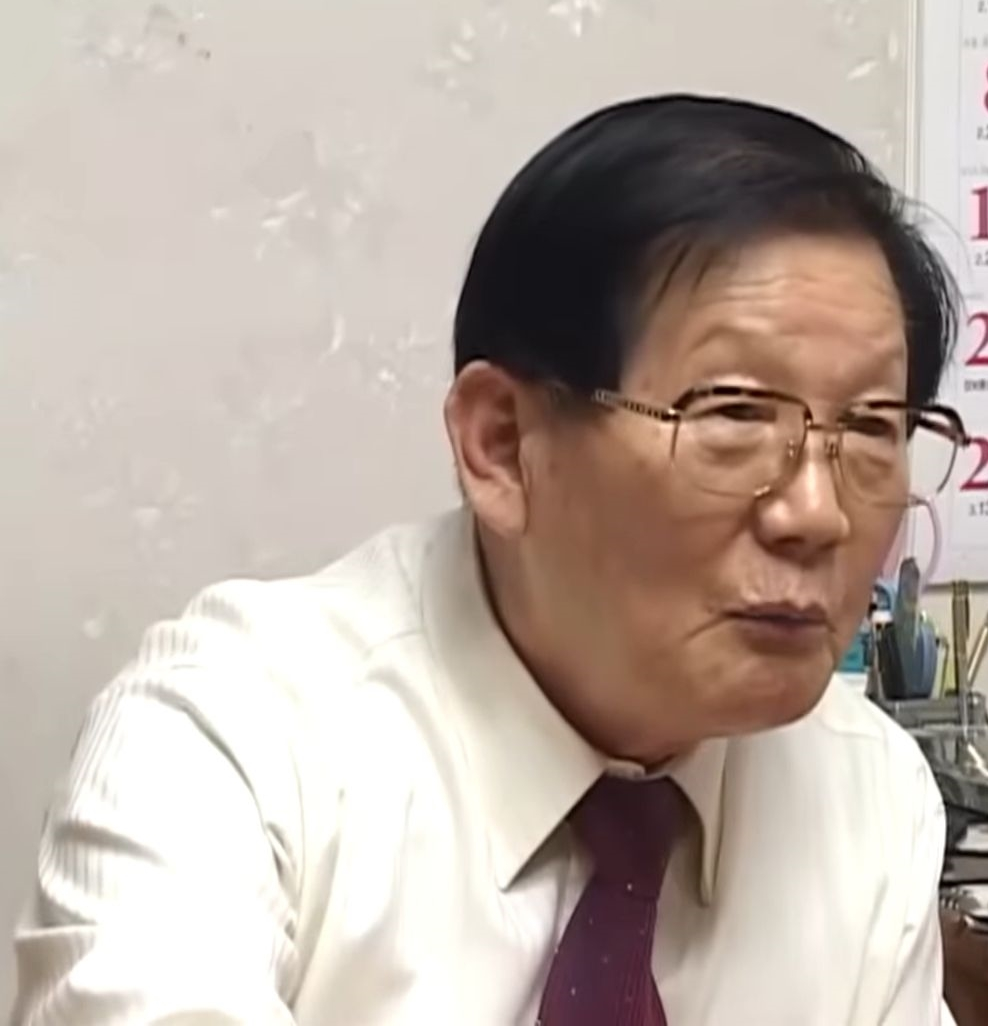
Man-Hee Lee

Man-Hee Lee, född 15 september 1931 i en jordbrukarfamilj i Hyeonri-ri, Punggak-myeon, Cheongdo-gun, Sydkorea är ledare för den kontroversiella religiösa rörelsen Ny himmel och ny jord (NHNE).
1948 döptes Lee av baptistmissionärer i Seoul. 
1957 gick han med i Jondogwansekten och flyttade in i deras kommunitet Shinangchon.
1967 lämnade han Shinangchon och anslöt sig till Tabernacle of the Testimony i Gwacheon, Gyeonggi. Där avskiljdes han 1980 till äldste genom handpåläggning.
Lee skrev de följande åren brev till sju lokala församlingar med anklagelser mot rörelsens ledare.
14 mars 1984 bildade han Shinchonji, the Church of Jesus, the Temple of the Tabernacle of the Testimony and New Spiritual Israel, the 12 tribes.
Lee skriver böcker om den sista tiden, i vilken han själv påstår sig spela en avgörande roll.